# 特定秘密保護法案反対運動
特定秘密保護法案反対運動（とくていひみつほごほうあんはんたいうんどう）とは、日本で成立した特定秘密の保護に関する法律に反対することを目的として行われた反対運動。
2013年12月、防衛と外交に関する行政機関の機密守秘やテロリズム防止措置などを定めた通称「特定秘密保護法案」が国及び国民の安全の確保に資することを目的として日本の国会で成立した。その成立前の同年11月、一部の国会議員、日弁連などを中心とした法案廃止を求める市民集会が東京日比谷で開催された。行政機関における全国各地で多数実施され、都市部ならば数百人規模が集まって行われていることもある。

## 主な運動

### 「秘密保護法」廃案へ！実行委員会
- 「秘密保護法」大集会実行委員会主催[3][4]のもと、2013年11月21日に日比谷野外音楽堂で特定秘密保護法案に反対する集会が開かれ、約1万人が集まった。この中には弁護士（社民党福島瑞穂と事実婚関係の海渡雄一ら）や民主党・共産党・社民党などの政治家（有田芳生・山本太郎・辻元清美・志位和夫・吉田忠智・照屋寛徳・糸数慶子ら）や作家（落合恵子ら）[5]など著名人も多数含まれていた。集会の終了後には参加者は国会議事堂に向かって声を上げて行進をした[6][7]。
- 2013年12月3日夜には、参議院議員山本太郎が国会議事堂前で「（特定秘密保護法案の採決阻止のために）採決の日に、議員を国会に入れなきゃいいんですよ」、「議員会館、国会に議員が入れないくらい、人があふれるくらいに集まれば、これは阻止できる可能性がありますよね？ 1000人と言わず、1万人と言わず、10万人と言わず、100万人ぐらいの人が国会周辺に集まりましょうよ！」とデモ隊に対してスピーチし、市民で国会を包囲し採決自体を物理的に阻止する案を提案した[8][9]。

### 革労協とみられる団体
- 革労協とみられる「革命軍」と名乗る団体から[10]、2013年11月28日に発生した横田基地ゲリラ事件（爆発テロ）[11]の犯行声明が、都内の報道機関に同年12月4日までに届いた[10]。同犯行声明が、今の政権（第2次安倍内閣）がアメリカと連携して軍事演習を行ったり特定秘密保護法案を制定しようとしたりしている事を批判し今回の発射を「怒りの鉄ついだ」としている事が報じられている[10]。

### 革共同・革マル派
- 革命的共産主義者同盟（革共同）・日本革命的共産主義者同盟革命的マルクス主義派（革マル派）は、2013年11月26日に「さようなら原発集会」に結集した市民らと共に国会・首相官邸前で10時間ほど特定秘密保護法案制定反対デモを行った[12]。

### 中核派
- 革命的共産主義者同盟全国委員会（中核派）は、2013年11月21日・22日に特定秘密保護法案制定反対デモと集会を行った[13]。

これらの他にも、国会議事堂前に集まって即時廃案を求めるデモなどが行なわれている。

## 運動に対する意見

### 賛意
- 日本共産党委員長の志位和夫は衆議院本会議での強行採決後に記者会見で、「法案の審議が始まりわずか2週間に、これだけたくさんの方が反対の声をあげたのは近年にないことだ。法曹界、学会、メディア界、演劇界、たくさんの方々が澎湃（ほうはい）として今反対の声をあげている。この運動をどれだけ広げられるかに今後のたたかいがかかっている」と述べ、反対運動が広がることに期待をよせた[14]。

### 批判
- 自民党幹事長の石破茂は自身の2013年11月29日のブログエントリで、この反対運動について「ただひたすら己の主張を絶叫し、多くの人々の静穏を妨げるような行為は決して世論の共感を呼ぶことはないでしょう。主義主張を実現したければ、民主主義に従って理解者を一人でも増やし、支持の輪を広げるべきなのであって、単なる絶叫戦術はテロ行為とその本質においてあまり変わらないように思われます」と述べ批判した[15][16]。
- 自民党の西田昌司は「国会の前で太鼓を叩いて抗議しているお祭り騒ぎの人たちは、いろんな団体から駆り出され、日当が出ている」と主張した[17]。